# ザ・シネマティック・オーケストラ
ザ・シネマティック・オーケストラ（英: The Cinematic Orchestra）は、1999年にジェイソン・スウィンスコーが結成した、イギリスのニュージャズ・電子音楽グループである。グループはインディーズレーベルのNinja Tuneに所属している。スウィンスコー以外のメンバーは、DJフードの元メンバーでターンテーブル担当のPC（パトリック・カーペンター）、ドラム担当のルーク・フラワーズ、サクソフォーンとピアノのトム・チャント、ピアノのニック・ラム、コントラバスのフィル・フランスである。元メンバーには、トランペットのジェイミー・コールマン、ドラムのT・ダニエル・ハワード、ドラムのフェデリコ・ウーギ、ピアノのアレックス・ジェームズ、シンセサイザーとプログラミングを担当していたクリーン・サッドネス、ギターのステュアート・マッカラム（2004年 - 2012年）がいる。スウィンスコーとカーペンターは、「ネプテューン」（英: Neptune）という名前のバンドとしても活動している。

## スタイル
音楽はライブ録音ないしスタジオ収録で、ターンテーブルと、スウィンスコーが作成するサンプリングなどの電子音楽要素を組み合わせ、生の即興演奏で収録される。スタジオ・アルバムでは、即興のジャズ生演奏とエレクトロニカを組み合わせるために、スウィンスコーが生演奏の音源をリミックスすることも多く、そのためどこまでが即興演奏で、どこからが編集済の音源か境目を聞き分けることは難しい。彼らの音楽はダウンテンポやトリップ・ホップに分類され、音楽のベースには1960年代から1970年代のジャズがあることが指摘されている。

## 歴史
スウィンスコーは、カーディフ・カレッジでファインアートを学んでいた頃、「クラブラダー (Crabladder)」と呼ばれるグループを結成し（1990年）、1枚の公式シングルを自身のレーベル「Power Tools」から発表した。このグループの音楽は、ジャズとハードコア・パンクを融合させたもので、スウィンスコーはこの形態を発展させつつ、多くのクラブや海賊放送に出演した。
グループとしてのデビュー・アルバムである『モーション』は、1999年に発売された。このアルバムが好評を得たことから、グループはディレクターズ・ギルド賞授賞式で、映画監督のスタンリー・キューブリックへ生涯貢献賞が贈られた際のプレゼンテーションで演奏した。
グループは2001年にポルトで開かれた欧州文化首都祭で、ジガ・ヴェルトフがソビエト連邦で1929年に制作した無声映画『これがロシヤだ』（『カメラを持った男』）に新しい映画音楽を付ける試みに招待され、映画を上映しながら生演奏するというパフォーマンスを行った。ポストプロダクション中だった『モーション』収録作品を除けば、生演奏の作品というのは、グループの通常の作風とは一線を画していた。グループはこの作品を引っ提げてツアーを行い、後に同名のアルバム『マン・ウィズ・ア・ムービー・カメラ』として発売した（2003年）。この際作られた曲の一部は、2002年発売のアルバム『エブリー・デイ』でリライトされた。2002年5月には、全英アルバムチャートで54位に入った。ピッチフォーク・メディアのドミニク・リオーンは、アルバムに6.0点を付け、「多くのサウンドトラックと同じように、スクリーン上で起こる出来事をサポートするため、このアルバムでも水平を保ってひどく入り込まないようにした感覚を感じ——結果として、彼らは単独の視聴メディアほどよく働く必要が無くなった」と述べた。
2006年には、レディオヘッドの曲「イグジット・ミュージック (Exit Music (For a Film))」をカバーし、トリビュート・アルバム『イグジット・ミュージック:ソングス・ウィズ・レディオヘッド』に収録した。オリジナルと比べて、カバー版ではテンポが落とされ、サクソフォーンから始まり、クラシック・ギター、続いてエレクトリック・ギターのパート、原曲と同じアコースティック・ギターのリズムに乗せる部分と、4つの音色が繋がれている。
2007年5月7日には、アルバム『マ・フラー』を発売した。このアルバムにはパトリック・ワトソンやフォンテラ・ベース、ルー・ローズなどがボーカルで参加した曲も収められ、またローズとワトソンが共演した曲も収録された。2008年には、初の来日公演を行った（これ以前の2002年には、フジロックフェスティバルへの出演経験がある）。スウィンスコーはこのアルバムについて、自身のパリ生活を反映したものだと語っている。また同じ年には、ディズニーネイチャーの映画『フラミンゴに隠された地球の秘密』のサウンドトラックを担当し、映画は2008年12月15日にフランスで封切られた。映画音楽はグループとスティーヴ・マクローリン（英: Steve McLaughlin）の共同制作で作られたほか、2009年9月17日にはイズリントンのユニオン・チャペル（英: The Union Chapel）でロンドン・メトロポリタン・オーケストラ（英: London Metropolitan Orchestra）と共に生演奏を行い、2009年10月1日には、ワイオミング州で開かれたジャクソン・ホール野生生物映画祭で最優秀オリジナル・スコア賞を獲得した。
2010年11月には、ロイヤル・アルバート・ホールで行われた、Ninja Tuneの20周年記念ガラ公演で演奏を行った。
2011年には、アバンギャルド短編映画に曲を付けるシリーズを制作し、自らキュレーションして、「In Motion」というタイトルの元、ドリアン・コンセプトやトム・チャント（サックス）、グレイ・レヴェレンド、オースティン・ペラルタとバービカン・センターで演奏し、その後、2012年にアルバム『In Motion #1』として発売した。
2016年10月20日には、新作アルバムの発表に先立ち、コンセプト・ソングを発表した。タイトルは 「To Believe」で、歌手のモーゼス・サムニーがフィーチャリングしている。また、サンダーキャットやジャイルス・ピーターソン、ジェイムスズーらと共演するツアーの実施も発表した。『ガーディアン』紙のインタビューで、スウィンスコーは、新作アルバムはコンセプト・ソングと同じ『To Believe』というタイトルで、2017年初めにリリースされる予定だと明かしていた。

## 曲の使用例
アルバム『マ・フラー』に収録された「トゥ・ビルド・ア・ホーム」は、カナダのシンガーソングライターであるパトリック・ワトソンがボーカルで参加した一作で、6千万回以上ストリーミングされているほか、多くの映画やテレビ番組で使用されている。2008年には、シーバスリーガルの広告「Live with Chivalry」で使用された。また、日本ではキリン本搾りチューハイのCMに使用された（2016年）。2008年には、イギリスのソープオペラ『ホーリーオークス』で、サム・"OB"・オブライエンが旅立つシーンに用いられた。また、映画『トリニダード』（2008年）、『パパの木』（2010年）、『静かなる叫び』（2009年、ドゥニ・ヴィルヌーヴ監督）、2011年の短編映画『ラファ・コンティネンタル』Rapha Continental や『ディス・イズ・ブライトン』This Is Brighton、『ギミー・シェルター』（2013年、ヴァネッサ・ハジェンズ主演）、『スウィート17モンスター』（2016年）でも使用されている。その他テレビ番組では、『グレイズ・アナトミー 恋の解剖学』、『One Tree Hill』、『クリミナル・マインド FBI行動分析課』、『アグリー・ベティ』、『SUITS/スーツ』、『トップ・ギア』、『オレンジ・イズ・ニュー・ブラック』（2017年、シーズン5フィナーレ）、『イーストエンダーズ』（2016年1月26日放送話）などで使われた。また、2013年8月には、Showtimeのドラマ『HOMELAND』第3シーズンのトレイラーに用いられた。2012年には、サイエンス・コミュニケーターのニール・ドグラース・タイソンが『タイム』誌読者の質問に答えるビデオ『The Most Astounding Fact』で使用されたが、フリーランスの映像作家であるマックス・シュリッケンマイヤー（英: Max Schlickenmeyer）が編集してYouTubeに投稿したところ、1,100万回以上も再生された。2013年には、車椅子バスケットボール選手を特集したギネスの広告で使用された。また、ニューヨークのスカイラインを前にダスティン・ホフマンが出演する、スカイ・アトランティックのイギリス版コマーシャルでも使用された。またフィギュアスケート選手のドミトリー・アリエフ、ケイティ・パスフィールドらがこの曲を使用している。
この曲を短く編曲して一部を書き換えた「ザット・ホーム (That Home)」も多数のメディアで用いられており、『ティーン・ウルフ』の1話、『SUITS/スーツ』のエピソード、2011年サンダンス映画祭で受賞した『アナザープラネット』のトレイラー、ABCのドラマ『重力への挑戦』、2012年の映画『ステップ・アップ4:レボリューション』のダンスシーン、FOXのダンスコンペ番組『アメリカン・ダンスアイドル』第7シーズンフィナーレで使用されている。
2006年の映画『キダルトフッド』（原題）では、アルバム『エブリー・デイ』収録の「オール・シングス・トゥ・オール・メン」が使用された。またインストゥルメンタル版が、イギリスのテレビドラマ『華麗なるペテン師たち』で用いられたことがある。この曲もイギリスのソープオペラ『ホーリーオークス』で2009年12月に使われたほか、物理学者のブライアン・コックスがナレーションを行うシリーズ「Wonders of the Solar System」 (en) のエピソード「Thin Blue Line」で短く使用された。
パブリック・レディオ・エクスチェンジのラジオ番組、『ディス・アメリカン・ライフ』では、『マン・ウィズ・ア・ムービー・カメラ』収録の「ドランケン・チューン (Drunken Tune)」が頻用されている。2012年のテレビゲーム『スリーピングドッグス 香港秘密警察』では、楽曲「バーン・アウト (Burn Out)」が使用されている。アルバム『イン・モーション#1』のトラック「Entr'acte」の抜粋は、『トップ・ギア』アフリカ・スペシャル（2013年3月10日初放送）の第2部に使用された。「Channel 1 Suite」は、デビッド・ラシャペルが監督し、チャンネル4で放送された『LOST』のトレイラーに用いられた。
2010年には、『フラミンゴに隠された地球の秘密』に収録された「Arrival of the Birds」が、ジョルジオ アルマーニ コスメティックスの女性向け香水アクア・ディ・ジョイア（伊: Acqua di Gioia）のコマーシャルで使用された。また2014年の映画『博士と彼女のセオリー』のラストシーン、コルネット・キューピディティ・シリーズ（英: Cornetto Cupidity Series）の短編映画『トゥギャザー・アパート』（原題、英: Together Apart）でも使用されているほか、フィギュアスケート選手のアダム・リッポンらがスケーティングに使用している。

## ディスコグラフィ

### スタジオ・アルバム
| 年     | アルバム                      | 最高順位 | 最高順位                      | 最高順位 | 最高順位 |
| 年     | アルバム                      | フランス | ベルギー （フランデレン地域） | スイス   | イギリス |
| ------ | ----------------------------- | -------- | ----------------------------- | -------- | -------- |
| 1999年 | 『モーション』 Motion         | ―        | ―                             | ―        | ―        |
| 2002年 | 『エブリー・デイ』 Every Day  | 124      | ―                             | ―        | 54       |
| 2007年 | 『マ・フラー』 Ma Fleur       | 71       | 37                            | 94       | 44       |
| 2019年 | 『トゥ・ビリーヴ』 To Believe |          |                               |          |          |

### その他のアルバム
- 2000年 - 『リミックシズ 98-2000（英語版）』 Remixes 98–2000
- 2003年 - 『マン・ウィズ・ア・ムービー・カメラ（英語版）』Man with a Movie Camera
- 2007年 - 『ライヴ・アット・ザ・ビッグ・チル』Live At The Big Chill[68]
- 2008年 - 『ライヴ・アット・ザ・ロイヤル・アルバート・ホール（英語版）』Live at the Royal Albert Hall
- 2009年 - 『フラミンゴに隠された地球の秘密（英語版）』オリジナル・サウンドトラック The Crimson Wing: Mystery of the Flamingos OST
- 2010年 - 『レイト・ナイト・テイルズ：ザ・シネマティック・オーケストラ（英語版）』Late Night Tales: The Cinematic Orchestra
- 2012年 - 『ザ・シネマティック・オーケストラ・プレゼンツ・イン・モーション #1』The Cinematic Orchestra presents In Motion #1
- 2013年 - 『ザ・スウィマー』The Swimmer：フィル・フランスの初ソロ・アルバム[69]

### シングル
チャート入りしたもの
| 年     | シングル                                                                  | 最高順位 | 最高順位 | 収録アルバム                       |
| 年     | シングル                                                                  | イギリス | フランス | 収録アルバム                       |
| ------ | ------------------------------------------------------------------------- | -------- | -------- | ---------------------------------- |
| 2002年 | 『ホライズン』 "Horizon"(feat. Niara Scarlett)                            | 93       | ―        | 『エブリー・デイ』再発盤 Every Day |
| 2007年 | 『トゥ・ビルド・ア・ホーム』 "To Build a Home" (featuring Patrick Watson) | ―        | 96       | 『マ・フラー』 Ma Fleur            |

その他
- 1999年 - "Diabolus"
- 1999年 - "Channel 1 Suite"/"Ode to the Big Sea"
- 2002年 - "All That You Give" (feat. Fontella Bass（英語版）)
- 2002年 - "Man with the Movie Camera"
- 2007年 - "Breathe"
- 2011年 - "Entr'acte"
- 2011年 - "Manhatta"
- 2012年 - "Arrival of the Birds"
- 2016年 - "To Believe" (feat. Moses Sumney)